# Wadi Al Ejili
El Wadi Al Ejili (en árabe: وادي العجيلي‎, romanizado: Wādī Al 'Ijēlī), es un valle o río seco, con caudal efímero o intermitente, que fluye casi exclusivamente durante la temporada de lluvias, situado al noreste de los Emiratos Árabes Unidos, en el emirato de Ras al Jaima. 
El nacimiento del cauce principal del Wadi Al Ejili está situado aproximadamente a una altitud de 850 m s. n. m., en la zona montañosa situada al nordeste del Jabal Ghiden, y desemboca en el Wadi Al Helo, en el pueblo de Fayyad, junto a la autopista que va de Sharjah a Kalba (E102).
En 2017 se construyó en el cauce del Wadi Al Ejili una presa, denominada Wadi Al Ejili Dam / Wadi Al Ijeli Dam (en árabe: سد وادي العجيلي‎), destinada a prevenir el peligro de inundaciones repentinas y aumentar el potencial de recarga de aguas subterráneas.

## Extensión
El wadi discurre desde el noroeste hacia el sureste de las montañas al-Hayar a través del pueblo de Al Ejili / Al 'Ijе̄lī.
Varios asentamientos abandonados bordean el curso del wadi, así como abundantes plantaciones modernas. 
Hay petroglifos grabados en las rocas del wadi, que con frecuencia está sujeto a intensas lluvias e inundaciones repentinas, tanto en los meses de invierno como de verano. 

### Petroglifos
En el Wadi Al Ejili se encuentran distintivos petroglifos o tallas de piedra de camellos, toros, otros animales y figuras de hombres y mujeres. Las tallas que representan toros incluyen un toro sólido con cuernos largos, sostenido con una cuerda por un hombre con los brazos levantados. Estos están presentes a pesar de que no hay evidencia contemporánea de pozos operados con toros, para extraer agua en el área. 
Los grabados rupestres a ambos lados del wadi representan leopardos y posiblemente lobos, incluida una talla de un lobo que aparentemente tira de la wizra  de un hombre. 

### Flora
Un estudio de la flora del Wadi Al Ejili, centrado en semillas recolectadas de especímenes de la planta medicinal tradicional Tephrosia apollinea, exploró la producción exógena de nanopartículas de plata por parte de la planta. Este arbusto perenne, originario de los Emiratos Árabes Unidos, y que se encuentra en las regiones montañosas bajas, se ha utilizado durante mucho tiempo como medicina tradicional para aliviar la congestión nasal, el dolor de oído, las heridas y las fracturas óseas, y se ha descubierto que también tiene propiedades insecticidas, anticancerígenas y antibacterianas. Se cree que este estudio es el primero en el que se observa la actividad antimicrobiana de las nanopartículas de plata sintetizadas a través de plantas vivas.

## Toponimia
Nombres alternativos: Wadi Barid, Wādī Al 'Ijēlī, Wadi al-Iyeli, Wadi Al Ejili, Wadi Al Ejeili, Wadi Al Ijeli, Wādī Al 'Ijēlī, Wadi Al Ejaili, Wadi Al-Ajili, Wadi Al-Egili.Wadi Al Ejili, Wadi Al Ejeili, Wadi Ayaili, Wadi al-Ayaili
Los nombres del Wadi Al Ejili (con la grafía Wadi Ayaili), el pueblo de Ejili (Ayaili) y otros muchos wadis, pueblos y montañas cercanas, quedaron registrados en la documentación y mapas elaborados entre 1950 y 1960 por el arabista, cartógrafo, militar y diplomático británico Julian F. Walker, durante los trabajos efectuados para el establecimiento de fronteras entre los entonces denominados Estados de la Tregua, completados posteriormente por el Ministerio de Defensa del Reino Unido, en mapas a escala 1:100.000 publicados en 1971, aunque este último contiene un error en el nombre asignado a los wadis que confluyen en el pueblo de Fayyad (el que desciende por el noreste es el Wadi Al Helo, y el que desciende por el noroeste, el Wadi Al Ejili).
También consta, con la grafía Wadi Ayaili, en el mapa publicado en 1957 por el Cuerpo de Ingenieros del ejército estadounidense.
En el Atlas Nacional de Emiratos Árabes Unidos consta con la grafía Wādī Al 'Ijēlī.

## Galería

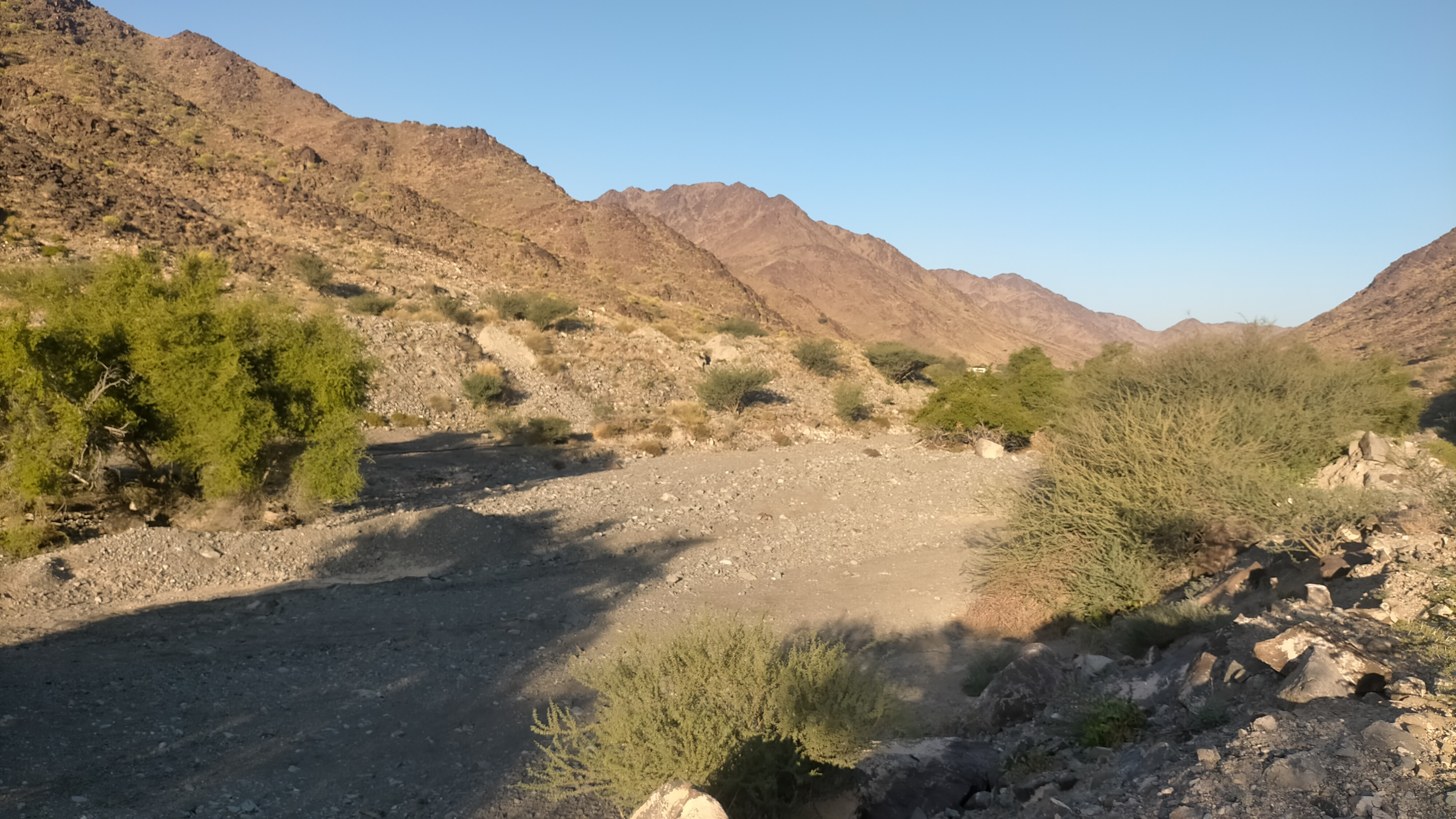
Wadi Al Ejili - Emirato de Ras al Jaima
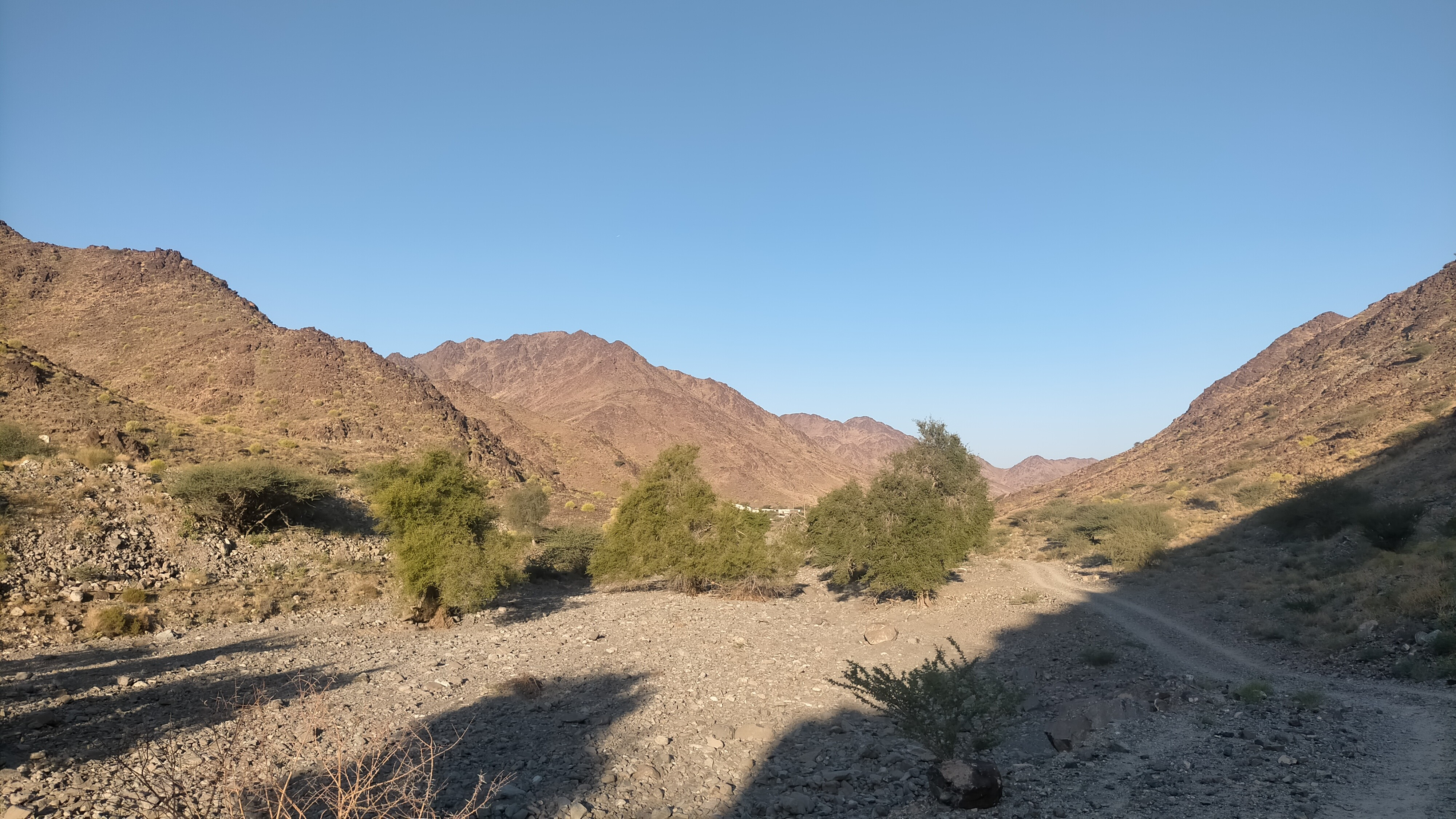
Wadi Al Ejili - Emirato de Ras al Jaima
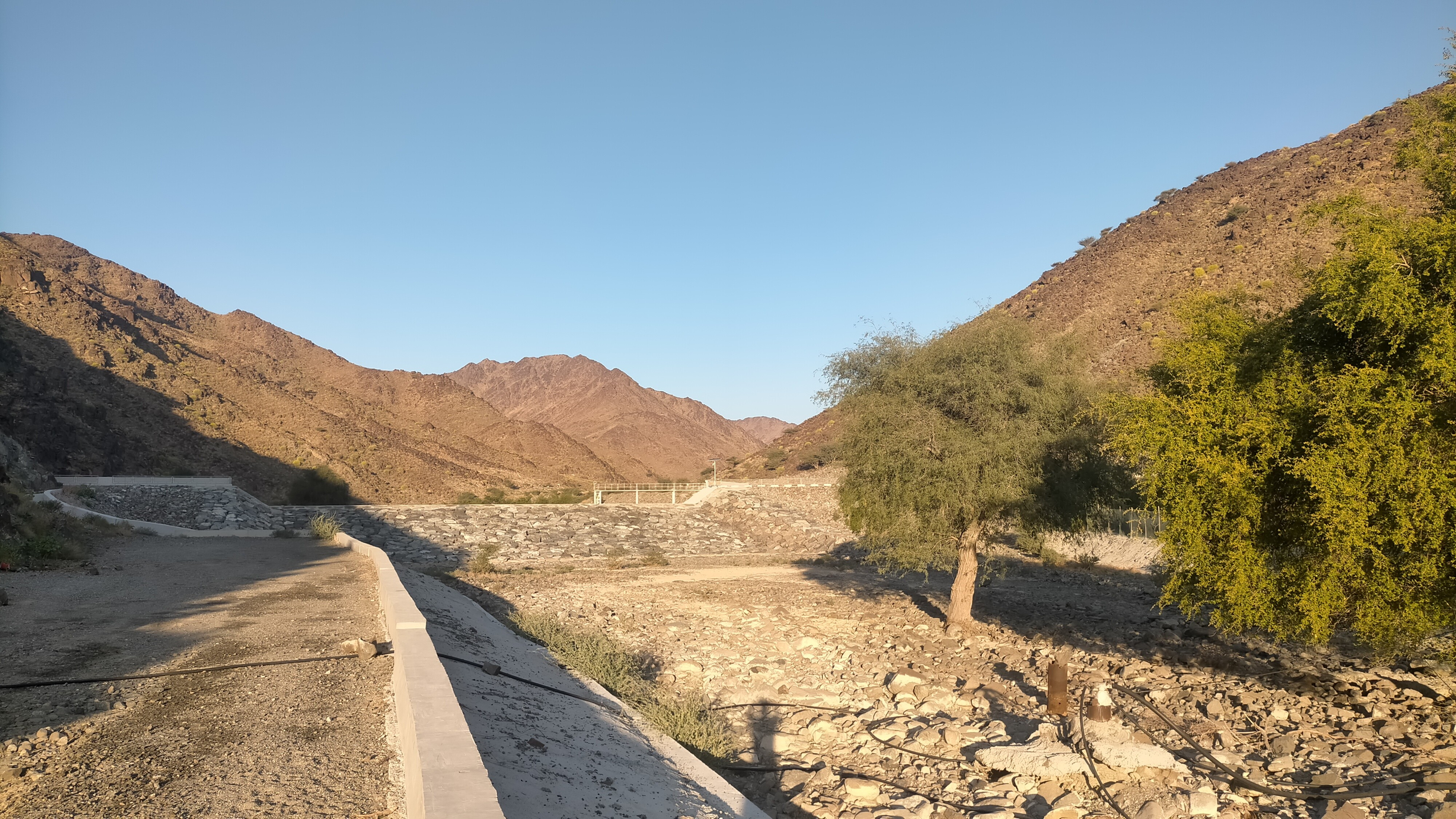
Wadi Al Ejili Dam - Emirate of Ras Al Khaimah
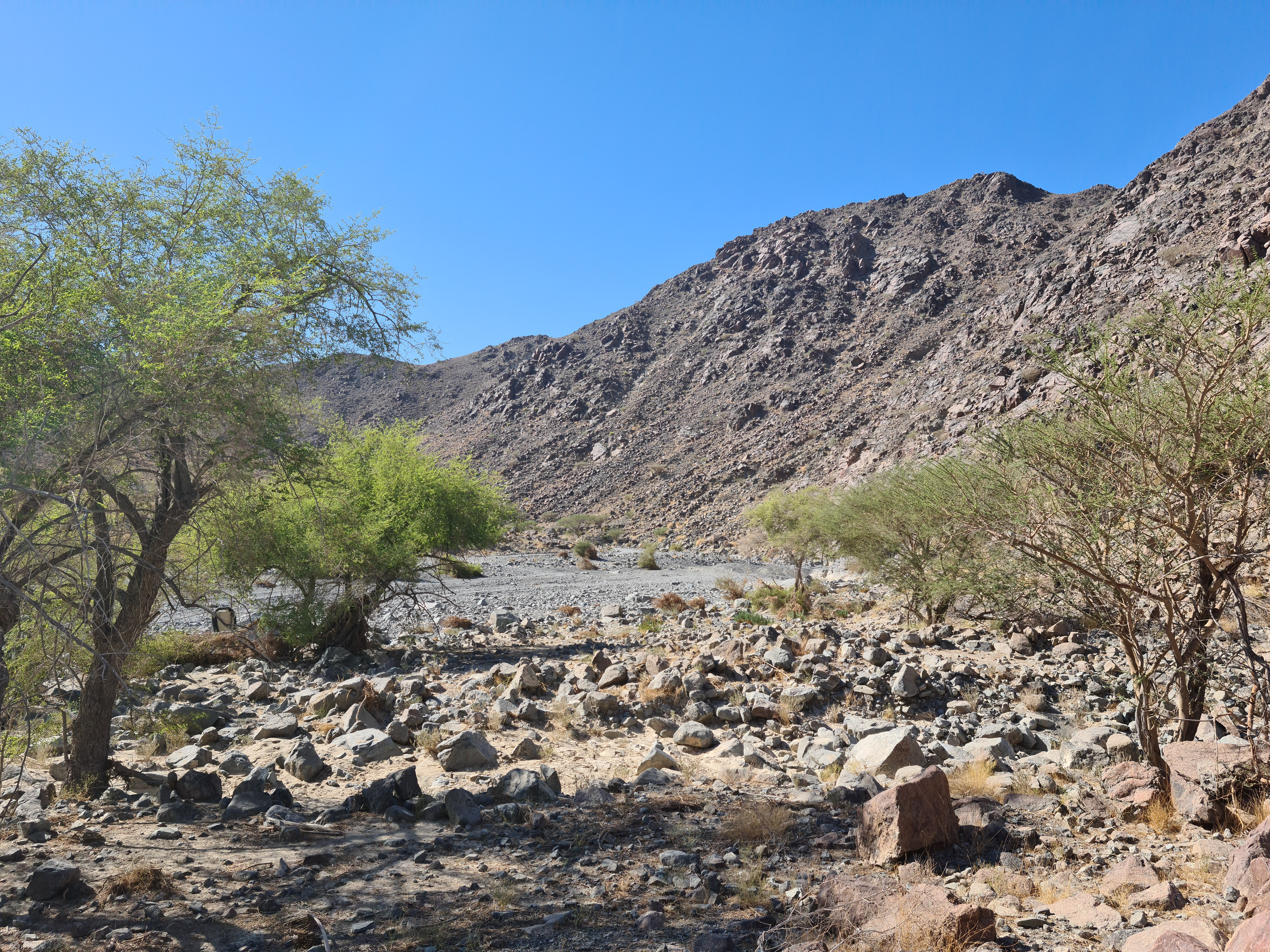
Wadi Al Ejili